# Mors est ianua vitae
L'espressione latina Mors est ianua vitae (letteralmente, "La morte è la porta della vita") è una frase di matrice biblico-medievale. Utilizzata nel linguaggio epigrafico e cimiteriale, ricorda come la morte sia in realtà, nella visione cristiana, l'ingresso nella vita eterna.  
Il detto è scolpito sul Tempio Crematorio del Kensal Green Cemetery di Londra.